# Palazzetto del Vignola

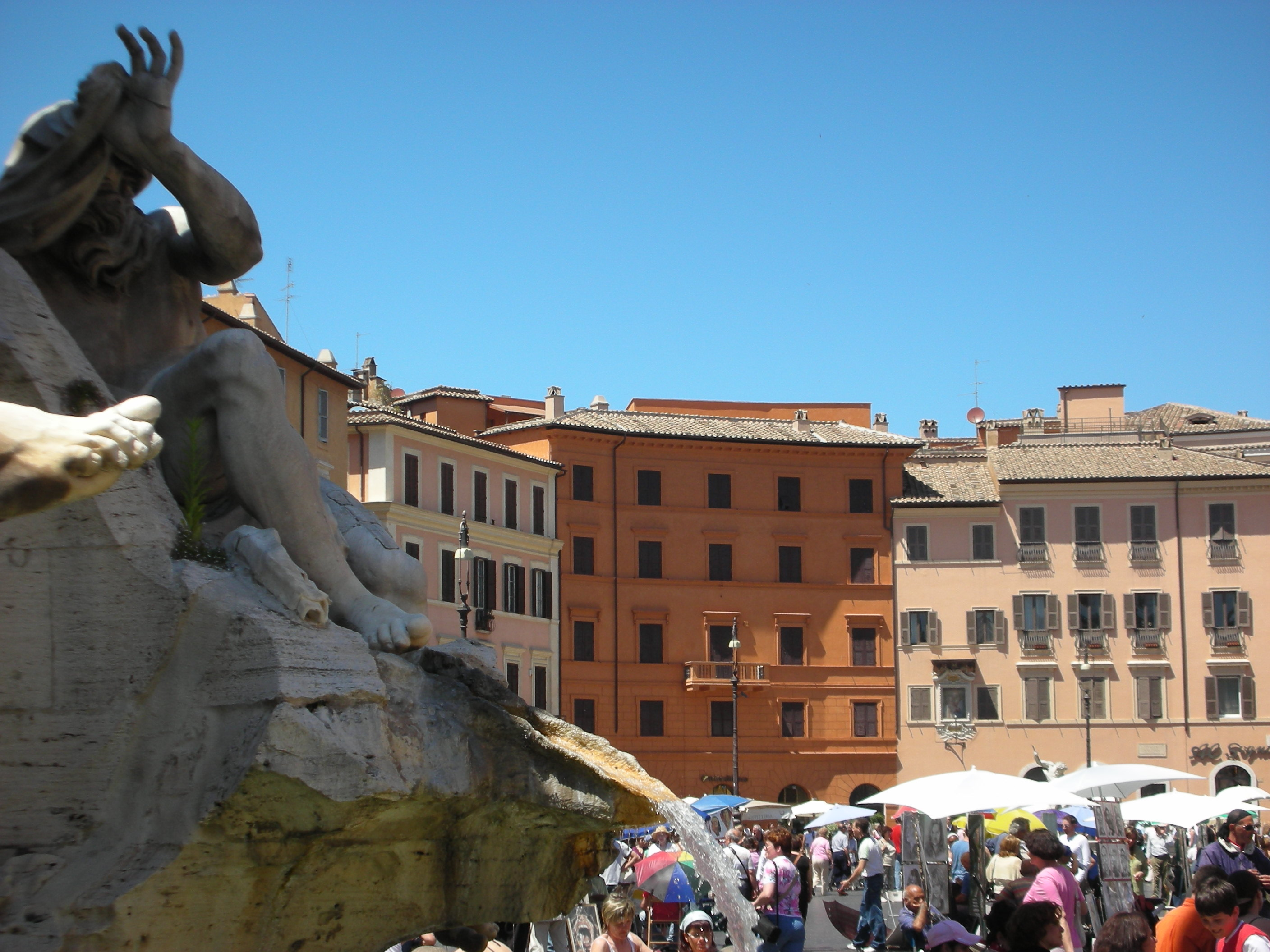
Nesta vista da Piazza Navona, o Palazzeto del Vignola é o edifício laranja bem no meio da foto.

Palazzetto del Vignola é um palacete renascentista localizado na extremidade curva da Piazza Navona (nº 45), no rione Parione de Roma.

## História
Giacomo Barozzi da Vignola foi um dos mais importantes arquitetos do período entre 1540 e 1570. Entre suas obras, algumas delas terminadas por outros arquitetos, estão a Villa Giulia, Palazzo Farnese di Caprarola, a Igreja de Jesus e a Villa Lante di Bagnaia. Seu nome é tradicionalmente associado com um elegante pátio renascentista com a casa onde vivia, na seção noroeste da Piazza Navona.